# Lisbeth Pedersen
Lisbeth Pedersen (født 28. december 1955) er en tidligere dansk atlet, som var medlem i AGF og Sparta Atletik fra 1980.
Lisbeth Pedersens træner var Bogdan Gierajewski.

## Internationale mesterskaber
- 1981 EM-inde 50 meter hæk inde 16. plads 7,68

## Danske mesterskaber
- Sølv 1993 Kuglestød 13,41
- Guld 1991 Kuglestød 13,82
- Guld 1991 Kuglestød inde 13,72
- Guld 1990 Kuglestød 13,87
- Guld 1989 100 meter hæk 14,42
- Guld 1989 Kuglestød 13,33
- Guld 1988 100 meter hæk 14,30
- Guld 1988 Kuglestød 13,32
- Guld 1988 60 meter hæk inde 8,4
- Guld 1988 Kuglestød inde 13,08
- Guld 1987 Kuglestød 14,02
- Sølv 1987 100 meter hæk 14,1
- Bronze 1987 Længdespring 5,95
- Guld 1987 60 meter hæk inde 8,71
- Sølv 1986 100 meter hæk 14,22
- Bronze 1986 Kuglestød 12,30
- Sølv 1984 100 meter hæk 13,95
- Guld 1984 60 meter hæk inde 8,61
- Guld 1984 Længde inde 6,03
- Guld 1984 Kuglestød inde 13,24
- Sølv 1983 100 meter hæk 13,67w
- Sølv 1983 Længdespring 6,00
- Bronze 1983 Kuglestød 12,46
- Guld 1983 60 meter hæk inde 8,52
- Guld 1983 Længde inde 6,28
- Guld 1982 Længdespring 6,06
- Sølv 1982 100 meter hæk 14,10
- Guld 1982 60 meter hæk inde 8,7
- Guld 1981 Længdespring 6,18
- Sølv 1980 100 meter hæk 14,3
- Bronze 1980 100 meter 12,24
- Bronze 1980 Længdespring 5,88
- Sølv 1979 100 meter hæk 14,43
- Sølv 1979 Længdespring 6,02

Listen er ikke komplet – syvkamp savnes.

## Danske rekorder
- 4 x 100 meter klubhold 46,60 9. august 1986

## Personlige rekorder
- 100 meter: 11,9h 1980
- 200 meter: 24,70 1980
- 100 meter hæk: 13,78 1983
- Længdespring: 6,18 1981
- Kuglestød: 14,19 1988
- Syvkamp: 5285p 1983
- Kastetrekamp: 2260p 1987